# AMACR
AMACR (англ. Alpha-methylacyl-CoA racemase) – білок, який кодується однойменним геном, розташованим у людей на короткому плечі 5-ї хромосоми.  Довжина поліпептидного ланцюга білка становить 382 амінокислот, а молекулярна маса — 42 387.
| 10         |  | 20         |  | 30         |  | 40         |  | 50         |
| ---------- |  | ---------- |  | ---------- |  | ---------- |  | ---------- |
| MALQGISVVE |  | LSGLAPGPFC |  | AMVLADFGAR |  | VVRVDRPGSR |  | YDVSRLGRGK |
| RSLVLDLKQP |  | RGAAVLRRLC |  | KRSDVLLEPF |  | RRGVMEKLQL |  | GPEILQRENP |
| RLIYARLSGF |  | GQSGSFCRLA |  | GHDINYLALS |  | GVLSKIGRSG |  | ENPYAPLNLL |
| ADFAGGGLMC |  | ALGIIMALFD |  | RTRTGKGQVI |  | DANMVEGTAY |  | LSSFLWKTQK |
| LSLWEAPRGQ |  | NMLDGGAPFY |  | TTYRTADGEF |  | MAVGAIEPQF |  | YELLIKGLGL |
| KSDELPNQMS |  | MDDWPEMKKK |  | FADVFAEKTK |  | AEWCQIFDGT |  | DACVTPVLTF |
| EEVVHHDHNK |  | ERGSFITSEE |  | QDVSPRPAPL |  | LLNTPAIPSF |  | KRDPFIGEHT |
| EEILEEFGFS |  | REEIYQLNSD |  | KIIESNKVKA |  | SL         |  |            |

A: Аланін

C: Цистеїн

D: Аспарагінова кислота

E: Глутамінова кислота

F: Фенілаланін

G: Гліцин

H: Гістидин

I: Ізолейцин

K: Лізин

L: Лейцин

M: Метіонін

N: Аспарагін

P: Пролін

Q: Глутамін

R: Аргінін

S: Серин

T: Треонін

V: Валін

W: Триптофан

Кодований геном білок за функцією належить до ізомераз. 
Задіяний у таких біологічних процесах як поліморфізм, ацетилювання, альтернативний сплайсинг. 
Локалізований у мітохондрії, пероксисомах.